# چکمین
چکمین (به صربی: Čekmin) یک روستا در صربستان است که در لسکواس واقع شده‌است. چکمین ۸۲۰ نفر جمعیت دارد.